# La isla de la muerte
La isla de la muerte (título original en inglés Eugenie... The Story of Her Journey into Perversion, también conocida como De Sade 70) es una película de terror y explotación sexual británica de 1970 dirigida por Jesús Franco y protagonizada por Maria Rohm, Marie Liljedahl, Jack Taylor y Christopher Lee. Una adaptación moderna del libro del marqués de Sade La filosofía en el tocador (1795), la película sigue a una adolescente que, después de aceptar una invitación para ir de vacaciones a una isla con una mujer y su hermano, se encuentra en el centro de una serie de perturbadores experimentos sexuales.
La isla de la muerte marcó la segunda de las películas con temática de Sade de Franco después de Marqués de Sade: Justine (1969). A menudo se ha confundido con su posterior y más explícita Eugénie (filmada en 1970, estrenada en 1973), una adaptación del cuento de Sade «Eugénie de Franval» (1800) protagonizada por Soledad Miranda, ya que se suele hacer referencia a ambas películas simplemente como Eugenie. Para complicar aún más las cosas, el director pasó a realizar una segunda adaptación de La filosofía en el tocador titulada Eugenie (Historia de una perversión), en 1980.

## Reparto
- Maria Rohm como Madame Saint Ange.
- Marie Liljedahl como Eugenie.
- Jack Taylor como Mirvel.
- Christopher Lee como Dolmancé.
- Paul Müller como Mistival.

## Producción
Christopher Lee reemplazó a George Sanders en la película.

## Lanzamiento
La película se estrenó en cines en Los Ángeles, California el 5 de agosto de 1970. 

### Medios domésticos
Anchor Bay Entertainment lanzó La isla de la muerte en DVD en el Reino Unido. Posteriormente, Blue Underground lo lanzó en DVD en Norteamérica en 2002. Blue Underground lanzó la película nuevamente en 2015 en un conjunto de edición limitada de tres discos (con ediciones Blu-ray y DVD de la película, así como un CD con la banda sonora), seguido de un lanzamiento independiente en Blu-ray en 2020.